# Tau Bootis b
Tau Bootis b, ocasionalmente catalogado como Tau Bootis Ab es un planeta extrasolar que se encuentra a aproximadamente 50 años luz de la Tierra, en la estrella primaria del sistema Tau Bootis en la constelación de Bootes. Su descubrimiento fue anunciado en 1996 por Geoffrey Marcy y R. Paul Butler. Tau Bootis fue una de las primeras estrellas que confirmaron la presencia de planetas orbitando a su alrededor. El 16 de diciembre de 1999 fue apodado el Planeta del Milenio porque se creía (erróneamente) que había sido el primer planeta extrasolar descubierto visualmente.

## Descubrimiento
Descubierto en 1996, el planeta fue uno de los primeros planetas extrasolares encontrados. Fue descubierto por Paul Butler y Geoffrey Marcy (San Francisco Planet Search Project) con el exitoso método de la velocidad radial. Dado que la estrella es visualmente brillante y el planeta es masivo, lo que produce una fuerte señal de velocidad de 469 ± 5 m/s, que fue rápidamente confirmado por Michel Mayor y Didier Queloz con los datos recogidos durante más de 15 años. Más tarde fue confirmado también por el equipo AFOE Planet Search Team.

## Órbita y masa
Tau Bootis b es bastante masivo, con una masa mínima de al menos 4 veces la de Júpiter. Su órbita alrededor de la estrella es llamada también órbita antorcha, ya que se encuentra a una distancia de menos de una séptima de la de Mercurio respecto al Sol. Su periodo de revolución es de solo 3 días y 7,5 horas. Ya que τ Boo es más caliente y más grande que el Sol, y la órbita del planeta es tan baja, se cree que el planeta debe ser muy caliente. Asumiendo que el planeta sea completamente gris, sin efecto invernadero ni fuerzas de marea, y con un albedo de 0,1, la temperatura del planeta sería de unos 1600 K. Aunque todavía no se sabe con certeza, es muy probable que el planeta sea un gigante gaseoso.
Como Tau Bootis b es más masivo que la mayoría de los conocidos como júpiter caliente, se especuló que originalmente fue una enana marrón, no una estrella, que habría perdido la mayor parte de su atmósfera debido al calor generado a partir de la cercana compañera estelar. Sin embargo, esto parece muy poco probable. Este proceso si ha sido detectado en el planeta HD 209458 b
En diciembre de 1999 un grupo encabezado por AC Cameron anunció que había encontrado una probable luz reflejada desde el planeta, por lo que calculó una inclinación orbital de 29° y posteriormente una hipotética masa igual a 8,5 veces la de Júpiter. También sugirió que el planeta era azul. Sin embargo, sus observaciones no fueron confirmadas y más tarde se demostró que eran falsas. Una mejor estimación vino de la suposición de las fuerzas de marea, que gira a 40°, calculando que la masa del planeta sería de unas 6 o 7 la de Júpiter. La detección magnética ha confirmado esta inclinación.